# 牛牧村
牛牧村（うしきむら）はかつて岐阜県本巣郡に存在した村である。
合併で穂積町になった後、2003年（平成15年）5月1日に巣南町と合併し瑞穂市となっている。現在の地名は、牛牧、野白新田、野田新田、十九条、祖父江になる。
現在の瑞穂市の中央部から南東部にあたり、長良川の支流の五六川、犀川などの数多くの中小河川が流れる。かつては洪水多発地帯であった。

## 歴史
- 江戸時代、この地域は尾張藩領（祖父江村）、天領（牛牧村・十九条・野白新田・野田新田・内野新田）であった。
- 1754年（宝暦4年） - 洪水時の五六川の逆流を防ぐため、代官川崎平右衛門により牛牧閘門が築かれる（現在のは1907年に築かれたの人造石の水門。近代土木遺産）。
- 1875年（明治8年）1月 - 牛牧村、野白新田、野田新田、内野新田が合併し、牛牧村になる。
- 1879年（明治12年） - 牛牧村から野白新田、野田新田が分離し独立（後に合併し、野畠村）。
- 1889年（明治22年）7月1日 - 町村制施行に伴い、牛牧村が発足。
- 1897年（明治30年）4月1日 - 牛牧村、十九条村、祖父江村、野畠村が合併し、牛牧村になる。
- 1954年（昭和29年）11月3日 - 穂積町、牛牧村、本田村、生津村の一部（馬場、生津）が合併し、穂積町になる。

## 小・中学校
- 牛牧村立牛牧小学校（現・瑞穂市立牛牧小学校）
- 組合立瑞穂中学校（現・瑞穂市立穂積中学校）

## 交通
- 東海道本線があるが、通過のみである。
- 国鉄樽見線十九条駅が牛牧村の駅に該当するが、十九条駅の開業前に牛牧村は消滅している。

## その他
- 1953年（昭和28年）の町村合併促進法により、本巣郡南部では、穂積町、船木村、川崎村、鷺田村、本田村、牛牧村の6町村での合併の計画が進められ、町名も「美和町」でほぼ決まっていたという。しかし、この町名が問題となり計画は白紙となっている。現在の瑞穂市は、1953年に計画された美和町とほぼ一致している。